# Existência

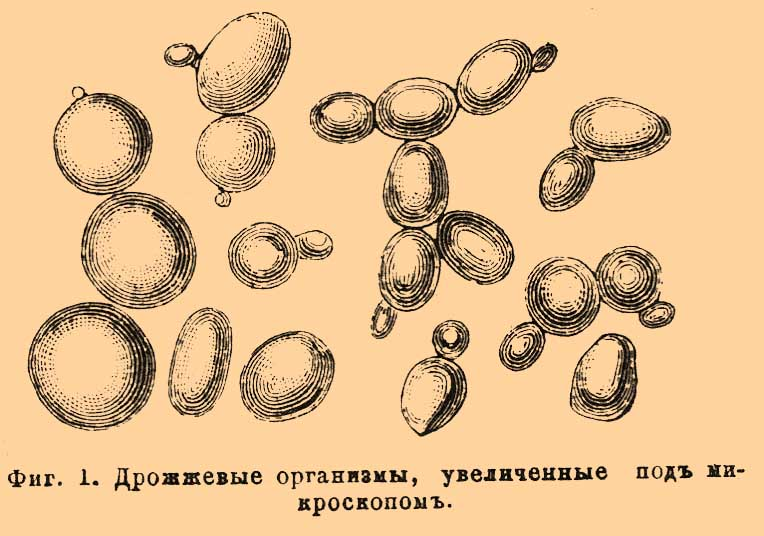
Ilustração do Dicionário Enciclopédico Brockhaus e Efron (1890-1907).

Existência é a qualidade de tudo o que é real ou existe, e é também a base de todas as outras coisas. Seus campos de estudo são principalmente a metafísica (enquanto tratado o aspecto amplo do termo) e a ontologia (do ser enquanto ser). Dentre os estudiosos que dissertaram sobre o tema, podemos citar Sartre, que foi um filósofo que tratou do tema da existência, assim como o nada e o ser.
Seu conceito está ligado à concepção de realidade e percepção.

## Etimologia
Na língua portuguesa o verbete existência (do latim existentia) é um substantivo feminino derivado do verbo intransitivo existir (derivado do latim existĕre ou exsistō)
No latim, o verbo exsistō possui sentido de ser, aparecer, provar-se ser, surgir, emergir, destacar-se ou existir.